# Tinguí
Tinguí é um dos 52 povoados integrantes do município brasileiro de Araci, estado da Bahia. Localiza-se a 6.3 km da sede do município e a cerca de 228 km da capital Salvador. Conta com uma população de aproximadamente 120 habitantes.